# 欧拉-丸山法
欧拉-丸山法是用数值求解随机微分方程（SDE）的方法，是欧拉法求解常微分方程（ODE）在随机微分方程上的推广。此方法以欧拉和日本数学家丸山仪四郎命名。
考虑如下随机微分方程（见伊藤积分）
{\displaystyle \mathrm {d} X_{t}=a(X_{t})\,\mathrm {d} t+b(X_{t})\,\mathrm {d} W_{t},}
以及给定的初始条件{\displaystyle X_{0}=x_{0}}，其中{\displaystyle W_{t}}代表维纳过程，假定我们要求解在时间区间{\displaystyle [0,T]}上的此方程，则使用此方法会得到{\displaystyle X}的解{\displaystyle Y}，是马可夫链，其定义如下：
- 将区间[0, T] 划分为 N 个相等子区间 {\displaystyle \Delta t>0}:

{\displaystyle 0=\tau _{0}<\tau _{1}<\cdots <\tau _{N}=T{\mbox{ and }}\Delta t=T/N;}
- 令 Y0 = x0;

- 写成迭代的形式

{\displaystyle \,Y_{n+1}=Y_{n}+a(Y_{n})\Delta t+b(Y_{n})\Delta W_{n},}
其中
{\displaystyle \Delta W_{n}=W_{\tau _{n+1}}-W_{\tau _{n}}.}